# パスカル・ドヴォワヨン
- パスカル・ドゥヴァイヨン
- パスカル・ドワイヨン

パスカル・ドヴォワヨン（Pascal Devoyon, 1953年4月6日 - ）は、フランスのピアノ奏者。
パリの生まれ。1969年からパリ音楽院でレリア・グソーにピアノを師事し、1971年にプルミエ・プリを取得。1973年にヴィオッティ国際音楽コンクールで第二位、1974年のブゾーニ国際ピアノコンクールで第二位、1975年のリーズ国際ピアノ・コンクールで第三位、1978年のチャイコフスキー国際コンクールのピアノ部門で第二位にそれぞれ入賞した。1991年から母校のパリ音楽院で教鞭をとり、1996年からベルリン芸術大学の教授に転出した。